# Marija Bogdanović
Marija Bogdanović (srbsko Марија Богдановић), srbska sociologinja in pedagoginja, * 7. junij 1940, Beograd.
Bogdanovićeva je bila rektorica Univerze v Beogradu v letih 2000−2004.